# Cantone di Léguevin
Il Cantone di Léguevin è una divisione amministrativa dell'Arrondissement di Tolosa.
A seguito della riforma approvata con decreto del 13 febbraio 2014, che ha avuto attuazione dopo le elezioni dipartimentali del 2015, è passato da 10 a 36 comuni.

## Composizione
I 10 comuni facenti parte prima della riforma del 2014 erano:
- Brax
- Lasserre
- Léguevin
- Lévignac
- Mérenvielle
- Pibrac
- Plaisance-du-Touch
- Pradère-les-Bourguets
- Sainte-Livrade
- La Salvetat-Saint-Gilles

Dal 2015 i comuni appartenenti al cantone sono i seguenti 36:
- Bellegarde-Sainte-Marie
- Bellesserre
- Bretx
- Brignemont
- Le Burgaud
- Cabanac-Séguenville
- Cadours
- Le Castéra
- Caubiac
- Cox
- Daux
- Drudas
- Garac
- Grenade
- Le Grès
- Lagraulet-Saint-Nicolas
- Laréole
- Lasserre
- Larra
- Launac
- Léguevin
- Lévignac
- Menville
- Mérenvielle
- Merville
- Montaigut-sur-Save
- Ondes
- Pelleport
- Pradère-les-Bourguets
- Puysségur
- Saint-Cézert
- Saint-Paul-sur-Save
- Sainte-Livrade
- La Salvetat-Saint-Gilles
- Thil
- Vignaux